# پیتر فوناگی
پیتر فوناگی(Peter Fonagy)، (زاده ۱۴ اوت ۱۹۵۲) روان‌کاو و روان‌شناس بالینی انگلیسی متولد مجارستان است. او در رشته‌ی روان‌شناسی بالینی در دانشگاه کالج لندن تحصیل کرده است. فوناگی استاد روان‌کاوی معاصر و علوم تحولی و رئیس بخش روان‌شناسی و علوم زبان در دانشگاه کالج لندن، مدیر اجرایی مرکز آنا فروید، یک تحلیلگر آموزشی و نظارتی در انجمن روان‌تحلیلی بریتانیا در حوزه‌ی تحلیل کودک و بزرگسال، عضو آکادمی بریتانیا، عضو هیأت علمی دانشکده‌ی علوم پزشکی، و آکادمی علوم اجتماعی و عضو BPC است. علایق بالینی او بر روی آسیب‌شناسی روانی مرزی، خشونت و روابط دلبستگی اولیه متمرکز است. او در کار خود می‌کوشد تا پژوهش‌های تجربی را با نظریه‌ی روانکاوی تلفیق کند. وی بیش از ۵۰۰ مقاله، ۲۷۰ فصل کتاب منتشر کرده و ۱۹ کتاب تألیف و ۱۷ کتاب ویرایش کرده است.
فوناگی به‌دلیل ارائه‌ی خدمات در حوزه‌ی روان‌کاوی و روان‌شناسی بالینی در سال ۲۰۱۳ به‌عنوان افسر نشان امپراتوری بریتانیا (OBE) منصوب شد و جایزه ویلیِ آکادمی بریتانیا را برای دستاوردهای مادام‌العمر دریافت کرد.

## روان‌کاوی معاصر
فوناگی جایزه یادبود اتو ونینگر را در سال ۲۰۰۵ به دلیل مشارکت در رشد روان‌کاوی معاصر دریافت کرد. در این راستا، او به بهبود گفتگو میان تحلیل‌گران و درمان‌گران شناختی کمک کرده است. فوناگی در ارزیابی پژوهش‌های روان‌درمانی نقشی اساسی ایفا کرده است و همچنان به این کار می‌پردازد. ارزیابی پژوهش‌های او (غالباً) بر اساس میزان اثربخشی درمان است. ارزیابی درمان منجر به مرور، توصیه‌ها و تلویحات روان‌درمانی شده است. فوناگی شواهد مفصل و دقیقی در مورد کارآمدی مداخلات روان‌شناختی اختلالات روانی و برای جمعیت‌های خاص ارائه داده است؛ از جمله درمان‌های پزشکی و روان‌شناختی برای کودکان و جوانان و درمان‌های روان‌شناختی برای اختلال شخصیت مرزی.

## ذهنی‌سازی
فوناگی و همکارانش در کتاب برنده‌ی جایزه‌شان با عنوان «تنظیم عاطفه، ذهنی‌سازی و تحول خود»، نظریه‌ی دقیق و مفصلی را در مورد شیوه‌ای که به‌واسطه‌ی آن توانایی‌های فرد برای ذهنی‌سازی و تنظیم عاطفه می‌توانند تحول موفقیت‌آمیز فرد را تعیین کنند، ارائه داده‌اند. آن‌ها ذهنی‌سازی را چنین تعریف می‌کنند: توانایی ایجاد و استفاده از بازنمایی‌های ذهنی حالات هیجانی خود و دیگران. نویسندگان در مورد روش‌هایی صحبت می‌کنند که از طریق آن‌ها فرزندپروری بد و ناکافی، منجر به برخی از سبک‌های دلبستگی، می‌شود و می‌تواند کودکان را در تعدیل و تفسیر احساسات خود و همین‌طور احساسات دیگران ناتوان سازد.این ناتوانی‌ها، تلویحاتی در ذهنی‌سازی و تنظیم عاطفه برای اختلالات شخصیتی شدید و همچنین مشکلات روان‌شناختی مرتبط با اعتمادبه‌نفس و حس خود دارد.

## درمان مبتنی بر ذهنی‌سازی
فوناگی به‌ویژه به اختلال شخصیت مرزی (BPD) علاقه‌مند است؛ اختلالی که برای سال‌های طولانی تصور می‌شد که مقاوم به درمان است. او و آنتونی بیتمن یک روش جدید برای درمان اختلال شخصیت مرزی در کتاب‌شان (روان‌درمانی اختلال شخصیت مرزی: درمان مبتنی بر ذهنی‌سازی) پیشنهاد دادند. درمان مبتنی بر ذهنی‌سازی (MBT)، که در نظریه‌ی دلبستگی ریشه دارد، مبتنی بر این ایده است که افراد مبتلا به اختلال شخصیت مرزی عمدتاً فاقد ظرفیت مناسب ذهنی‌سازی هستند، که این امر ناشی از فقدان آینه‌واریِ هماهنگ و برجسته (یا نشان‌دار) در طول فرایند رشد آن‌ها است. اهداف اصلی درمان عبارتند از: بهبود مهارت‌های ذهنی‌سازی، ایجاد ارتباط بین تجربه‌ی درونی روابط و بازنمایی واقعی، یادگیری نحوه‌ی کار با هیجان‌های کنونی و نحوه‌ی شکل دادن به روابط واقعی. به این طریق، افراد می‌توانند حس منسجم‌تری از خود را شکل داده و سبک‌های دلبستگی (ایمن) جدیدی را ایجاد کنند.
- برابری روانی

1. ↑  "Peter Fonagy". UCL Psychoanalysis Unit.
2. ↑  The London Gazette: (Supplement) no. 60534. p.  . 15 June 2013.
3. ↑  "Otto Weininger Memorial Award". Canadian Psychological Association. Archived from the original on 11 August 2018. Retrieved 8 May 2021.
4. ↑  Fonagy 1996.
5. ↑  "Goethe Award for Psychoanalytic and Psychodynamic Scholarship". Canadian Psychological Association. Archived from the original on 1 December 2015. Retrieved 8 May 2021.
6. ↑  Mills, Jon (2005). Treating Attachment Pathology. Aronson/Rowman & Littlefield. p. 231. ISBN 978-0-7657-0132-9.
7. ↑  Fonagy et al. 2002.
8. ↑  Fonagy & Target 2006a.
9. ↑  Bateman & Fonagy 2003b.
10. ↑  Fonagy & Bateman 2004b.
11. ↑  Bateman & Fonagy 2004a.
12. ↑  Fonagy & Bateman 2006b.